# Lucignano
Lucignano là một đô thị ở tỉnh Arezzo trong vùng Toscana, tọa lạc khoảng 70 km về phía đông nam của Florence và khoảng 25 km về phía tây nam của Arezzo. Tại thời điểm ngày 31 tháng 12 năm 2004, đô thị này có dân số 3.483 người và diện tích là 44,9 km².
Lucignano giáp các đô thị sau: Foiano della Chiana, Marciano della Chiana, Monte San Savino, Rapolano Terme, Sinalunga.